# جرز سوين
جزر سوين هي مجموعة من الجزر الصغيرة والصخور يبلغ حجمها قرابة 3.7 كيلومتر (2 ميل بحري)، وتقع على بعد 0.9 كيلومتر (0.5 ميل بحري) شمال شبه جزيرة كلارك في الطرف الشمالي الشرقي من جزر ويندميل. تم رسمها من الصور الجوية التي التقطتها عملية الوثب العالي للبحرية الأمريكية في فبراير 1947. سُميت من قبل اللجنة الاستشارية للأسماء في القارة القطبية الجنوبية نسبة إلى كيه سي سوين الذي كان فرد من الطاقم الجوي مع مجموعة المهام المركزية لعملية الوثب العالي للبحرية الأمريكية 1946-1947 وأيضا مع بحرية الولايات المتحدة. عملية الطاحونة التي حصلت على تغطية فوتوغرافية جوية وأرضية لجزر ويندميل في يناير 1948.

## الجزر
- Berkley Island
- Bradford Rock
- Burnett Island
- Cameron Island  [لغات أخرى]‏
- Daniel Island  [لغات أخرى]‏
- Hailstorm Island
- Honkala Island
- Wonsey Rock
- Wyche Island